# Obrovac (Bačka Palanka)
Pour les articles homonymes, voir Obrovac.
Obrovac (en serbe cyrillique : Обровац ; en hongrois : Boróc ; en allemand : Obrowatz) est une localité de Serbie située dans la province autonome de Voïvodine. Elle fait partie de la municipalité de Bačka Palanka dans le district de Bačka méridionale. Au recensement de 2011, elle comptait 2 944 habitants.
Obrovac est officiellement classé parmi les villages de Serbie.

## Géographie

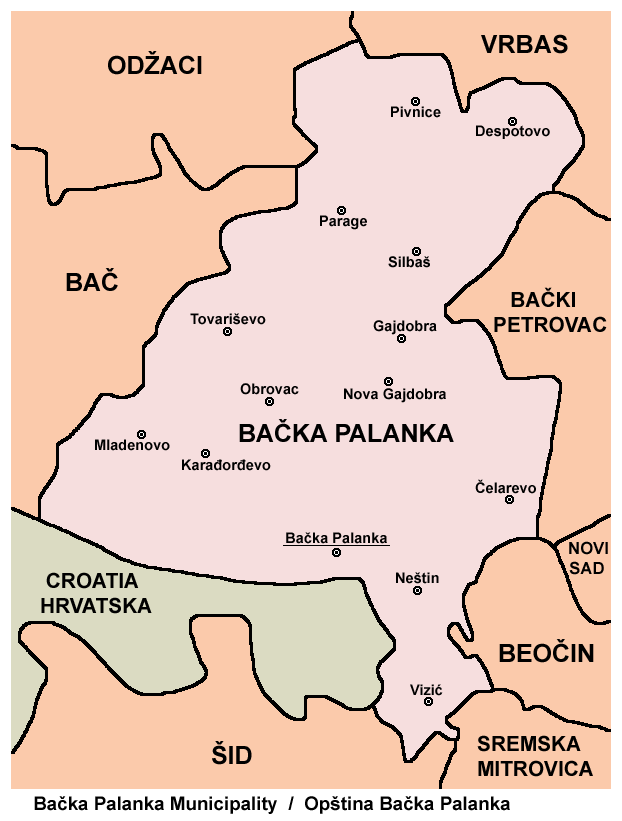
Localisation d'Obrovac dans la municipalité de Bačka Palanka

## Histoire
Les Serbes s'établirent dans le village en 1308. Il fut détruit par l'Empire ottoman en 1526, après la Bataille de Mohács. Le village prit de l'importance au XVIe siècle.
En 1698, des habitants venus de Metković (aujourd'hui Nova Gajdobra) s'installèrent à Obrovac. En 1757, on construisit une école et l'église orthodoxe. 1786, 138 familles serbes vivaient dans le village. À la même époque de nombreux Allemands arrivèrent, venant de Bavière. En 1825, une église catholique et une école pour les jeunes Allemands furent construites à Obrovac. En 1904, le village comptait 1 985 Allemands et 1 072 Serbes.

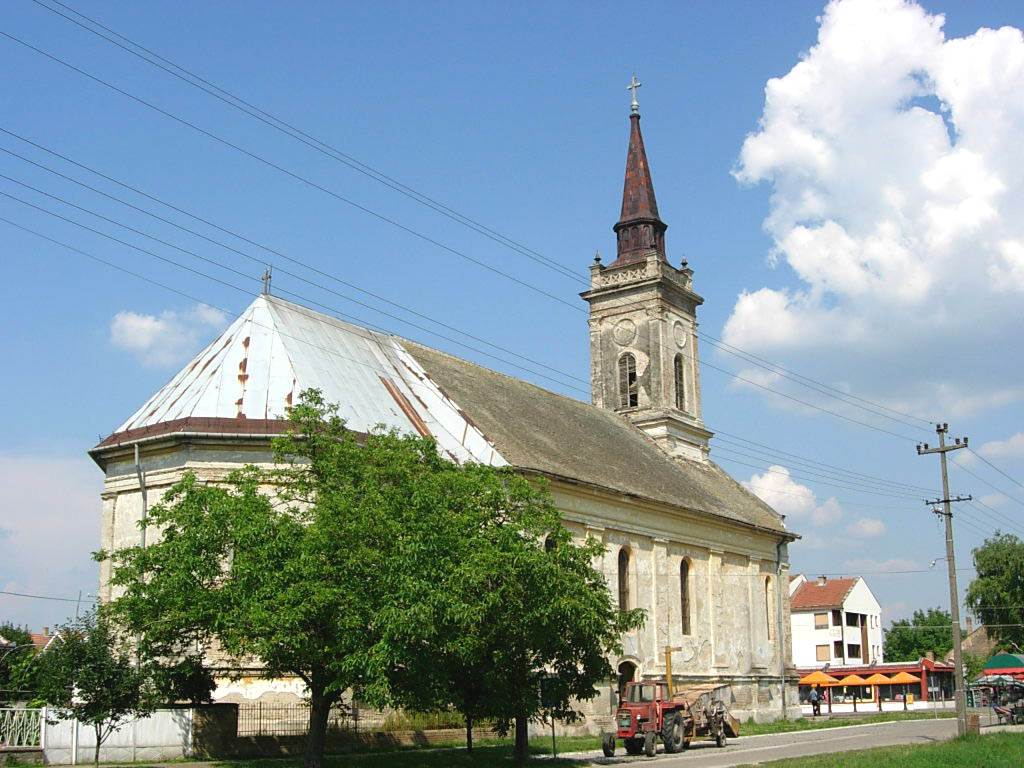
L'église catholique de l'Évêque-Saint-Ferdinand à Obrovac

## Démographie

### Évolution historique de la population
| 1948  | 1953  | 1961  | 1971  | 1981  | 1991  | 2002  | 2011  |
| ----- | ----- | ----- | ----- | ----- | ----- | ----- | ----- |
| 3 211 | 3 445 | 3 512 | 3 174 | 3 245 | 3 242 | 3 177 | 2 944 |

|  |

### Données de 2002
Pyramide des âges (2002)
En 2002, l'âge moyen de la population était de 39,1 ans pour les hommes et de 42 ans pour les femmes.
Répartition de la population par nationalités (2002)
En 2002, les Serbes représentaient environ 90 % de la population ; le village possédait également une minorité rom (4,1 %).

### Données de 2011
En 2011, l'âge moyen de la population était de 42,1 ans, 39,9 ans pour les hommes et 44,2 ans pour les femmes.